# Johann Baptist Egli

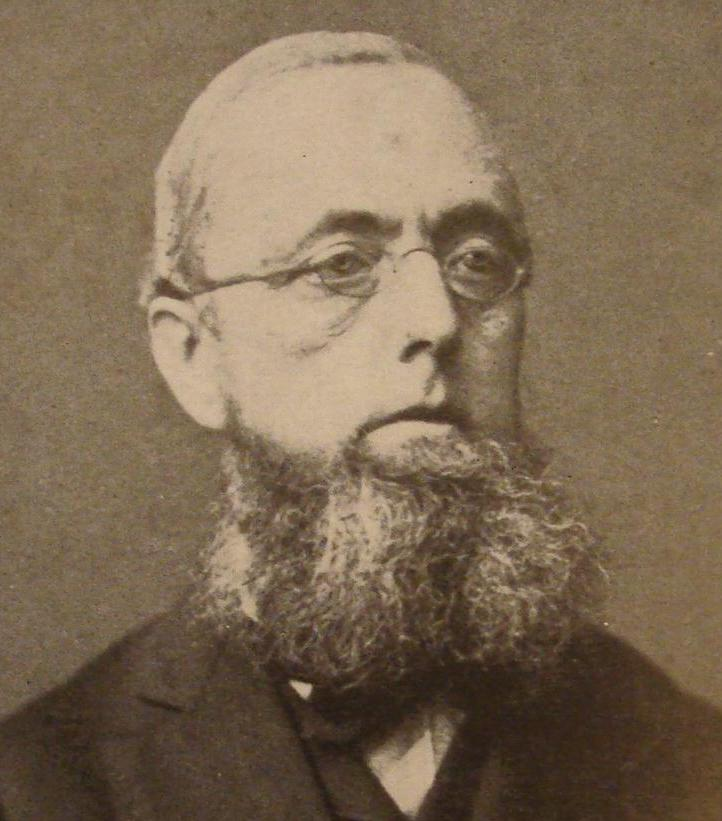
Johann Baptist Egli

Johann Baptist Egli (* 7. Mai 1821 in Buttisholz; † 10. Oktober 1886 in Olsberg AG) war ein Schweizer römisch-katholischer, später christkatholischer Geistlicher. Er gehörte zu den ersten Schweizer Theologen, die das Unfehlbarkeitsdogma des Ersten Vatikanischen Konzils ablehnten.

## Leben
Er war der Sohn von Jakobus Egli. Von 1839 bis 1844 besuchte er das Gymnasium in Schwyz und Luzern. Sein Theologiestudium absolvierte er 1844 bis 1845 im Borromäum in Mailand und von 1845 bis 1849 in Luzern. Die Priesterweihe empfing Johann Baptist Egli 1849 in Solothurn, von 1850 bis 1856 war er Vikar in Ruswil und Zell (Kanton Luzern). In den Jahren 1856 bis 1868 war er Kurat in Littau und von 1868 bis 1871 Strafhausgeistlicher in Luzern.
Nachdem Johann Baptist Egli 1871 seine Ablehnung der Dogmen des Ersten Vatikanischen Konzils (Jurisdiktionsprimat und Unfehlbarkeit des Papstes) öffentlich bekundet hatte, wurde er von Bischof Eugène Lachat exkommuniziert und aufgrund des damit eingetretenen Amtsverlustes unterstützungsbedürftig. Von Ende 1872 bis zu seinem Tod wirkte er als christkatholischer Pfarrer von Olsberg.

## Werke (Auswahl)
- Luzernisches Strafgesetz und Strafhauszustände, ca. 1871 (Separatabdruck aus dem Wächter am Pilatus)
- Die neukatholische und altkatholische Kirche, Luzern: Bucher & Müller 1871
- (mit anderen): G'spass und Ernst, z'mehst im Luzernerdütsch, Luzern: Bucher & Müller 1871 (Separatabdruck aus dem Wächter am Pilatus)
- Pfarrer Egli mit Olsbergern vor der Himmelspforte und im Himmel, [1871?]
- Die Kurzweile. Anekdoten und Räthsel, Luzern: J. L. Bucher 1872
- Ehespiegel. Bilder aus dem Eheleben zu Nutz und Frommen aller Eheleute und für solche, die in den Ehestand treten wollen, Thalweil: Brennwald 1885